# Diga di Codelago
La diga di Codelago è uno sbarramento artificiale della Provincia del Verbano-Cusio-Ossola, situato all'interno del Parco Naturale dell'Alpe Veglia e dell'Alpe Devero.

## Storia
La diga può essere considerata la più antica nel genere in Italia. È stata costruita in due fasi: nella prima (tra il 1908 ed il 1912) venne innalzato il livello di un lago naturale preesistente di circa 20 metri. A causa dell'ampiezza del bacino imbrifero e dell'entità delle precipitazioni, che garantivano una portata d'acqua maggiore, tra il 1921 ed il 1924 la diga venne ulteriormente innalzata di circa 3 metri. Sul lato sinistro orografico del Montorfano era tuttavia presente una piccola valle di origine glaciale: con l'innalzamento del livello del lago fu necessario sbarrare anche quella. Fu così costruita la diga della Forcoletta. Quest'ultima risulta l'unica in Val d'Ossola ad essere realizzata in terra, in strati di venti centimetri costipati. Al termine dei lavori si presentarono pertanto due sbarramenti (diga est e diga ovest). I materiali impiegati per le due opere (53.000 m³ e 12.000 m³ per la prima e per la seconda rispettivamente) furono ricavati per lo più in sito. Il cemento, gli alimenti e tutti ciò che non poteva essere reperito in loco venne trasportato a spalla o con muli.

## La diga
La diga è di tipo a pietrame con manto e va a costituire il lago di Devero, con un bacino di 16 milioni di m³ d'acqua. È alta 24,5 m e funge da sbarramento per le acque provenienti dal rio d'Arbola . Le acque del lago vengono convogliate in una condotta forzata che alimenta la centrale idroelettrica di Devero.